# Dekanat Łódź-Ruda
Dekanat Łódź-Ruda – nieistniejący dekanat należący do archidiecezji łódzkiej. Zamieszkiwało go około 53,5 tys. wiernych.
Terytorialnie obejmował łódzkie osiedla: 1 maja, Charzew, Chocianowice, Łaskowice, Marysin, Nowe Rokicie, Piastów-Kurak, Rokicie, Ruda położone w południowo-zachodniej części miasta w dzielnicy Górna oraz dwie podłódzkie wsie Nowa Gadka i Stara Gadka.
W skład dekanatu wchodziło 6 łódzkich parafii:
- Parafia Najświętszego Imienia Maryi, z siedzibą przy  ulicy Sopockiej 23/29 w Łodzi
- Parafia Świętego Franciszka z Asyżu, z siedzibą przy ulicy Przyszkole 2 w Łodzi
- Parafia Świętego Józefa Oblubieńca Najświętszej Maryi Panny, z siedzibą przy ulicy Farnej 12 w Łodzi
- Parafia Świętej Urszuli Ledóchowskiej, z siedzibą przy ulicy Obywatelskiej 60  w Łodzi
- Parafia Zesłania Ducha Świętego, z siedzibą przy ulicy Łaskowice 66  w Łodzi